# Psolus tropicus
Psolus tropicus is een zeekomkommer uit de familie Psolidae.
De wetenschappelijke naam van de soort werd in 1966 gepubliceerd door Gustave Cherbonnier.